# Museum für Volksarchitektur und Brauchtum der Ukraine

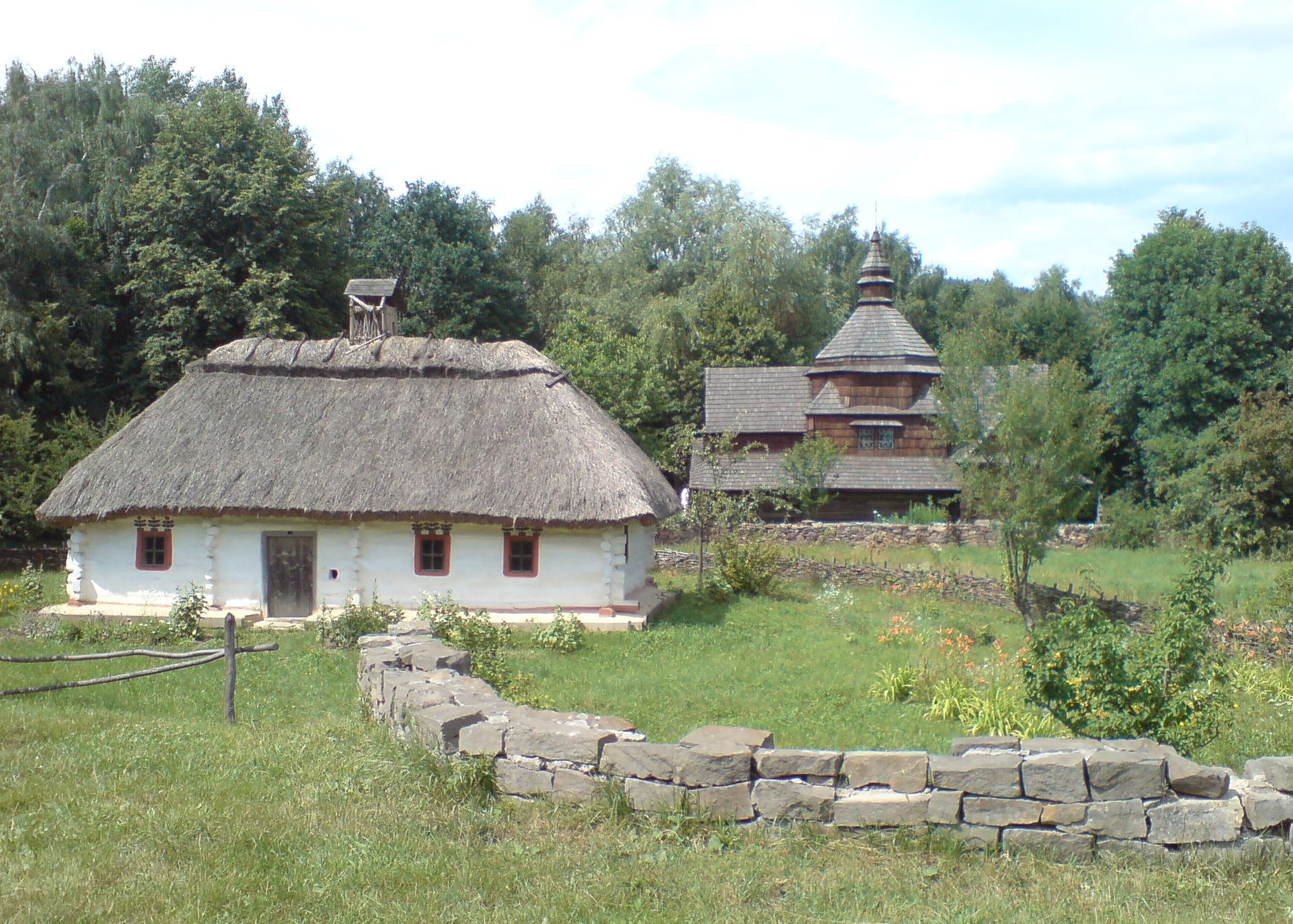
Freigelände des Museums für Volksarchitektur und Brauchtum der Ukraine

Das  Museum für Volksarchitektur und Brauchtum der Ukraine (ukrainisch Національний музей народної архітектури та побуту України), nach seinem Standort auch Pyrohiw- (Пирогів) oder Pirogow-Freilichtmuseum genannt, ist ein Freilichtmuseum im südwestlichen Rajon Holossijiw der ukrainischen Hauptstadt Kiew. Es ist als Freilicht- und Volkskundemuseum eines der größten weltweit.

## Geschichte
Das Museum wurde 1969 auf Anregung von Petro Tronko, dem Vorsitzenden der Ukrainischen Gesellschaft für Denkmalschutz durch eine Regierungsverordnung als Staatliches Museum für Volksarchitektur und Sitten der Ukrainischen Sowjetrepublik gegründet. 1971 wurde es der Gesellschaft angegliedert. 1972 wurde dem Museum für die Unterbringung der Verwaltung und als Depot die ehemalige Kirche der Deutschen Evangelisch-lutherischen Gemeinde in Kiew, St. Katharinen, zugeteilt, die zuvor vom Kultusministerium als Lager für Brenn- und Schmiermittel genutzt worden und bereits recht baufällig war. Die Nutzung als Museumsgebäude ermöglichte Unterhaltungsarbeiten, die das Gebäude retteten und die – aus ideologischen Gründen – für ein Kirchengebäude nicht möglich gewesen wären. In der Anfangszeit wurden hunderte von volkskundlichen Expeditionen durchgeführt. Materielle Zeugnisse zu Lebensweise, Produktion und Kultur des vorrevolutionären Dorflebens wurden gesammelt. Dazu gehörten z. B. auch Ikonen und Volksmusikinstrumente. An der Ausrichtung des Museums auf die vorrevolutionäre Zeit wurde bald Kritik geübt, da Hinweise auf die nachrevolutionären Errungenschaften des Kommunismus dort eine zu geringe Rolle spielten, so etwa beim Plenum des Zentralkomitees der Kommunistischen Partei der Ukraine am 16. Mai 1974. „Säuberungen“ in der Leitung des Museums fanden statt, aber die Arbeit durfte fortgesetzt werden.
Aufgrund der wachsenden Sammlung war der Platz in dem Depotgebäude, der ehemaligen deutschen Kirche, seit Ende der 80er Jahre unzureichend. Etwa 40.000 verzeichnete Einheiten lagerten dort. Aber es dauerte bis 1998 bis Ersatz geschaffen und umgezogen werden konnte.

## Beschreibung und Sammlung
Das Museum besitzt heute eine Sammlung im Umfang von mehr als 75.000 inventarisierten Objekten und ein über 100 ha große Freigelände südwestlich von Kiew, das in Anlehnung an einen englischen Landschaftspark gestaltet ist. Die übrige Museumsinfrastruktur, die Depots und die Verwaltung sind im Gebäude 19 der Lawra in Kiew untergebracht.

## Freigelände
Etwa 150 Gebäude (nach anderen Angaben: 320) aus dem 16. bis zum 20. Jahrhundert wurden aus 25 Regionen der Ukraine zu sechs ethnographischen und geographischen Gruppen auf dem Freigelände zusammengefasst: Karpaten, Piwdenna Ukrajina (Südukraine), Poltawa-Sloboda, Naddniprjanschtschyna (Gebiet um Ober-Dnipro), Polissja (Polesien) und Podillja (Podolien). Die Gebäude wurden von ihren ursprünglichen Standorten in das Freigelände des Museums transloziert. Diese Gruppen werden in ihrer charakteristischen Landschaft und Umgebung mit Scheunen, Bienenstände, Brunnen, Windmühlen und anderen Objekte der dörflichen Lebenswelt gezeigt. Die ersten Gruppen wurden am 17. Juli 1976 eröffnet, die beiden anderen folgten. Das älteste Objekt ist ein Bauernhaus in Blockbauweise aus Polisja von 1587. In den drei Holzkirchen werden gelegentlich Gottesdienste und Hochzeiten gefeiert.
Einige der Gebäude können betreten werden. Sie sind entsprechend der historischen Ausstattung eingerichtet, mit Haushaltsgeräten, Keramik, Möbeln, Holzarbeiten und Textilien, insbesondere Stickereien. Eine Schmiede und eine Töpferei ermöglichen Einblicke in diese Handwerke. Die Felder und Gärten um die Höfe werden von den als Aufsicht dort tätigen Frauen selbst gepflegt und bewirtschaftet. Oft tragen sie auch die für die jeweilige Region typische Tracht.

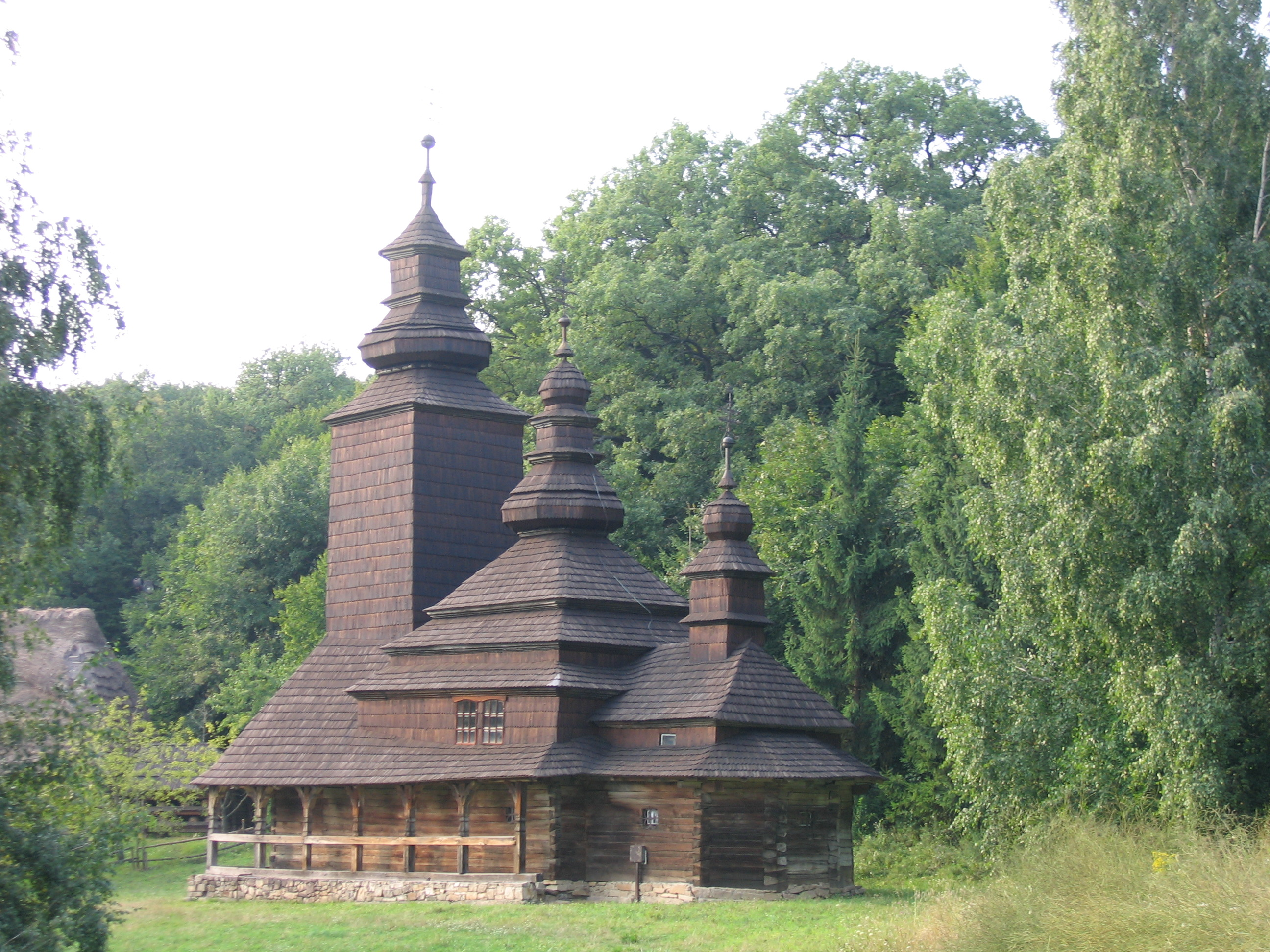
Kirche des Karpatendorfes
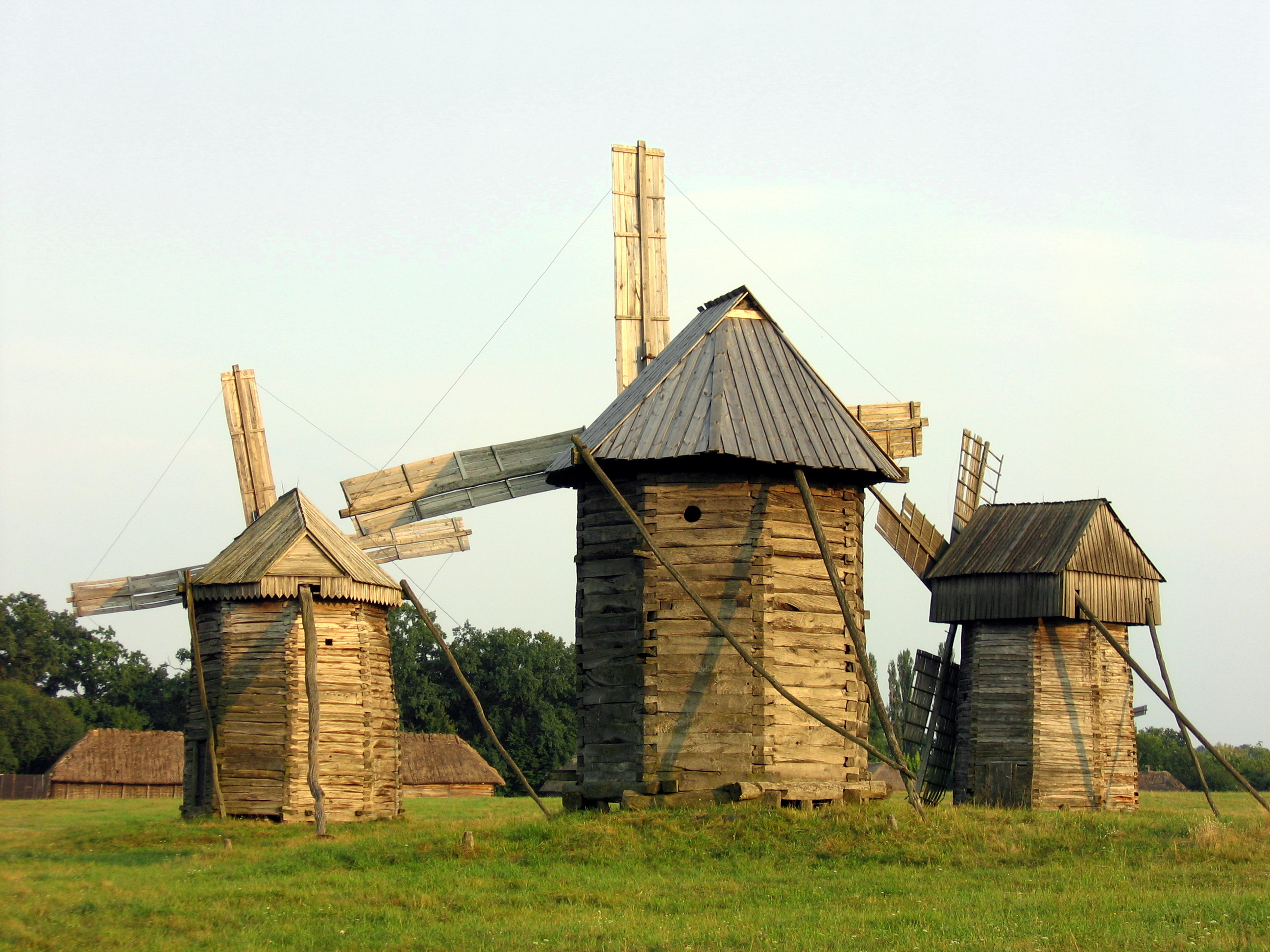
Windmühlen
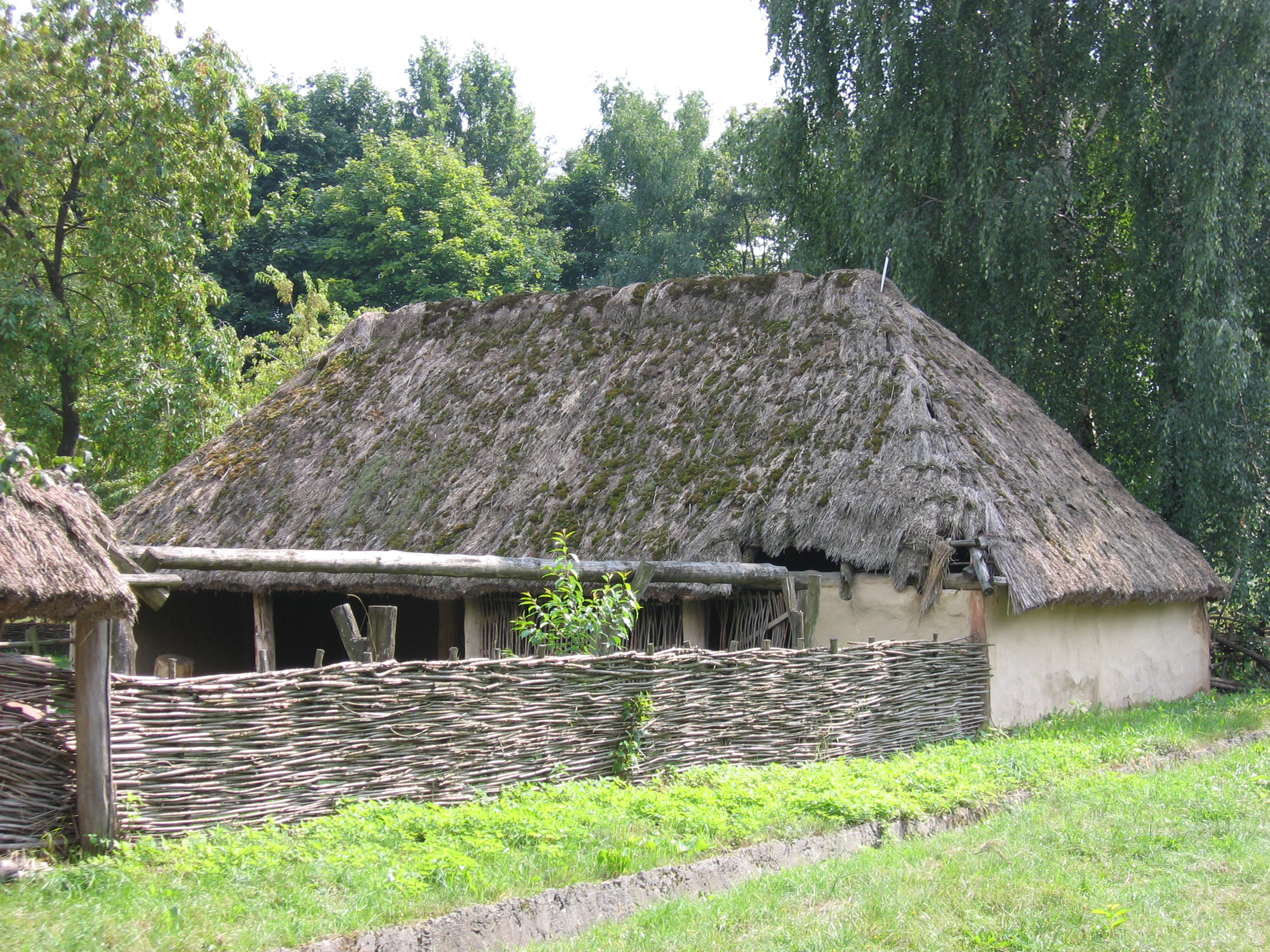
Bauernhütte
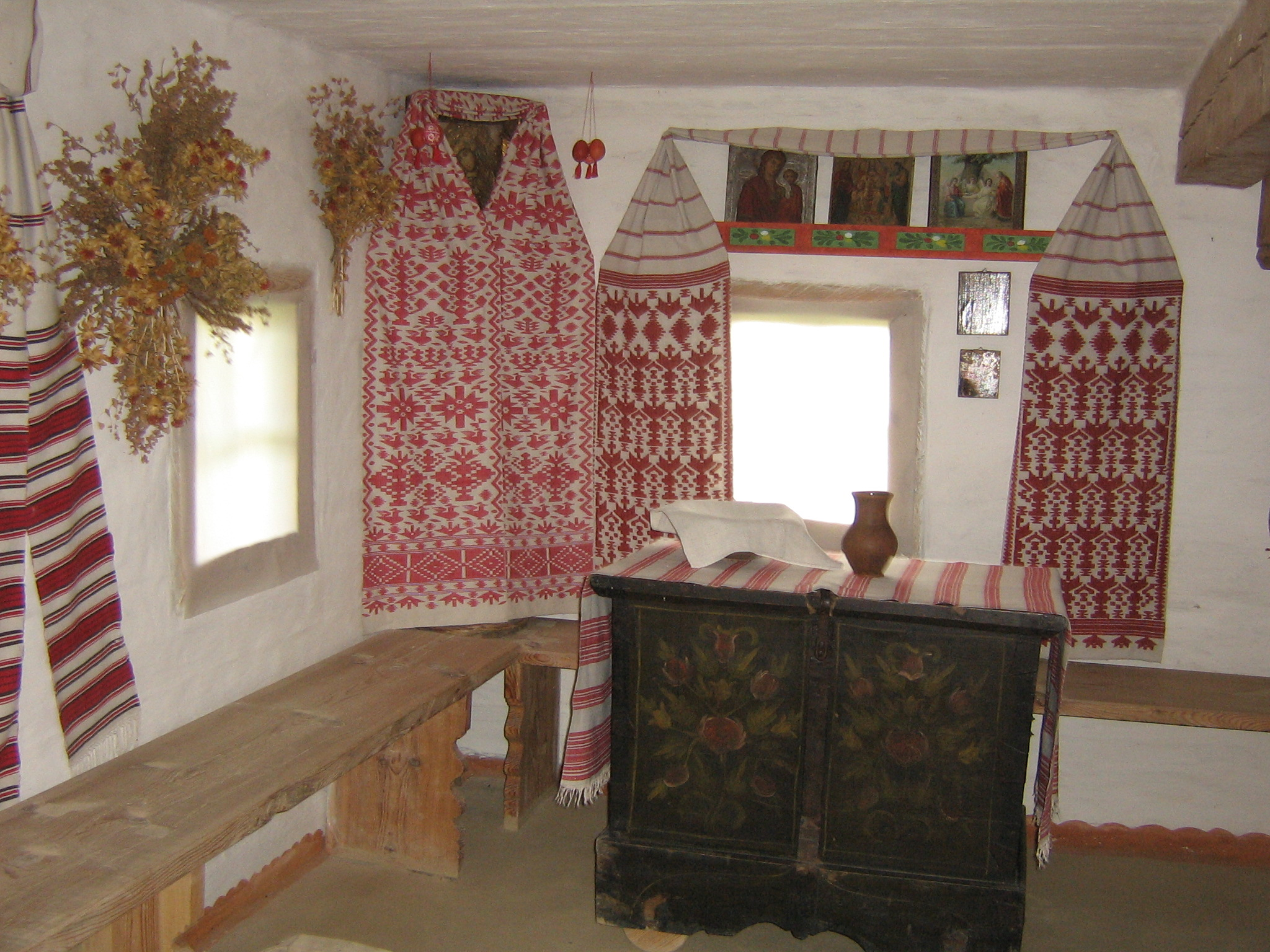
Eingerichteter Innenraum

## Sonstige Angebote
Auf dem weitläufigen Gelände gibt es eine Reihe von Freizeitangeboten, ein einfaches Restaurant mit ukrainischer Küche, verschiedene andere Verpflegungsangebote und die Möglichkeit auf einer der Wiesen einfach Picknick zu machen. Kutschfahrten werden angeboten, Pferde und Fahrräder können ausgeliehen werden. Das ganze Jahr über finden Feste und Folklore-Veranstaltungen statt, bei denen traditionelle Bräuche gezeigt werden und traditionelles Liedgut zu hören ist.